# Mario Luis Durán Berríos
Mario Luis Durán Berríos (ur. 11 listopada 1964 w Tupiza) – boliwijski duchowny katolicki, biskup pomocniczy La Paz od 2022.

## Życiorys
Święcenia kapłańskie przyjął 12 grudnia 2000 i został inkardynowany do archidiecezji La Paz. Pracował przede wszystkim jako duszpasterz parafialny. W latach 2006–2010 był rektorem seminarium w La Paz.
22 lutego 2022 papież Franciszek mianował go biskupem pomocniczym archidiecezji La Paz oraz biskupem tytularnym Lambiridi. Sakry udzielił mu 5 maja 2022 arcybiskup Percy Galván.